# Ladislav Maier
Ladislav Maier (Boskovice, 1966. január 4. –) Európa-bajnoki ezüstérmes cseh válogatott labdarúgókapus.
A cseh válogatott tagjaként részt vett az 1997-es konföderációs kupán, illetve az 1996-os és a 2000-es Európa-bajnokságon.

## Sikerei, díjai
Rapid Wien
- Osztrák bajnok (1): 2004–05

Csehország
- Európa-bajnoki ezüstérmes (1): 1996
- Konföderációs kupa bronzérmes (1): 1997